# 抗静电剂
抗静电剂指能降低高分子材料表面或体积电阻率的物质。

## 功能
- 抗静电剂可使由摩擦、接触、分离而产生的电荷传导或泄漏。
- 抗静电剂可防止积蓄引起的静电危害。
- 抗静电剂可以减少聚合过程中聚合细粉产生的静电，降低聚合细粉的反应活性。

## 分类
抗静电剂一般是表面活性剂类的物质，分为以下几种类型：
- 阳离子型：铵盐、季铵盐、烷基咪唑啉及烷基咪唑啉盐
- 阴离子型：烷基磺酸钠、磷酸酯、磷酸盐
- 两性离子型：烷基二羟乙基铵乙内盐、N-烷基氨基酸盐
- 非离子型：吐温、脂肪酸-环氧乙烷加成物、脂肪醇-环氧乙烷加成物、烷基酚-环氧乙烷加成物

## 使用方法
- 可以外部涂层或内部添加